# Molen van het Klooster Redemptoristen
De Molen van het Klooster Redemptoristen is een waterrad dat zich achter het kloostergebouw bevindt in een gebouwtje in de tuin van het Redemptoristenklooster in Wittem in de Nederlandse provincie Limburg. Het waterrad diende voor de aandrijving van een pomp die watertanks vulde voor de watervoorziening van het klooster.
Het klooster is rond 1730 gebouwd door paters kapucijnen. Gelijktijdig is ook de zijtak van de Selzerbeek aangelegd om de molen van water te voorzien. Aanvankelijk was de beek achter het klooster nog open, maar tijdens of kort na de bouw van de 500 meter verderop gelegen Wittemermolen omstreeks 1836 is er een overwelving aangelegd. Dit gebeurde nadat de Redemptoristen zich in het klooster gevestigd hadden.
Het waterrad, aanvankelijk in hout uitgevoerd, werd in 1939 vervangen door een ijzeren rad. In 2015 is de molen gerestaureerd. Het rad uit 1939 was zodanig vervallen dat het moest worden vervangen, de waterpomp kon nog gereviseerd worden. De bedoeling is dat de molen weer water krijgt aangevoerd vanuit de Selzerbeek.

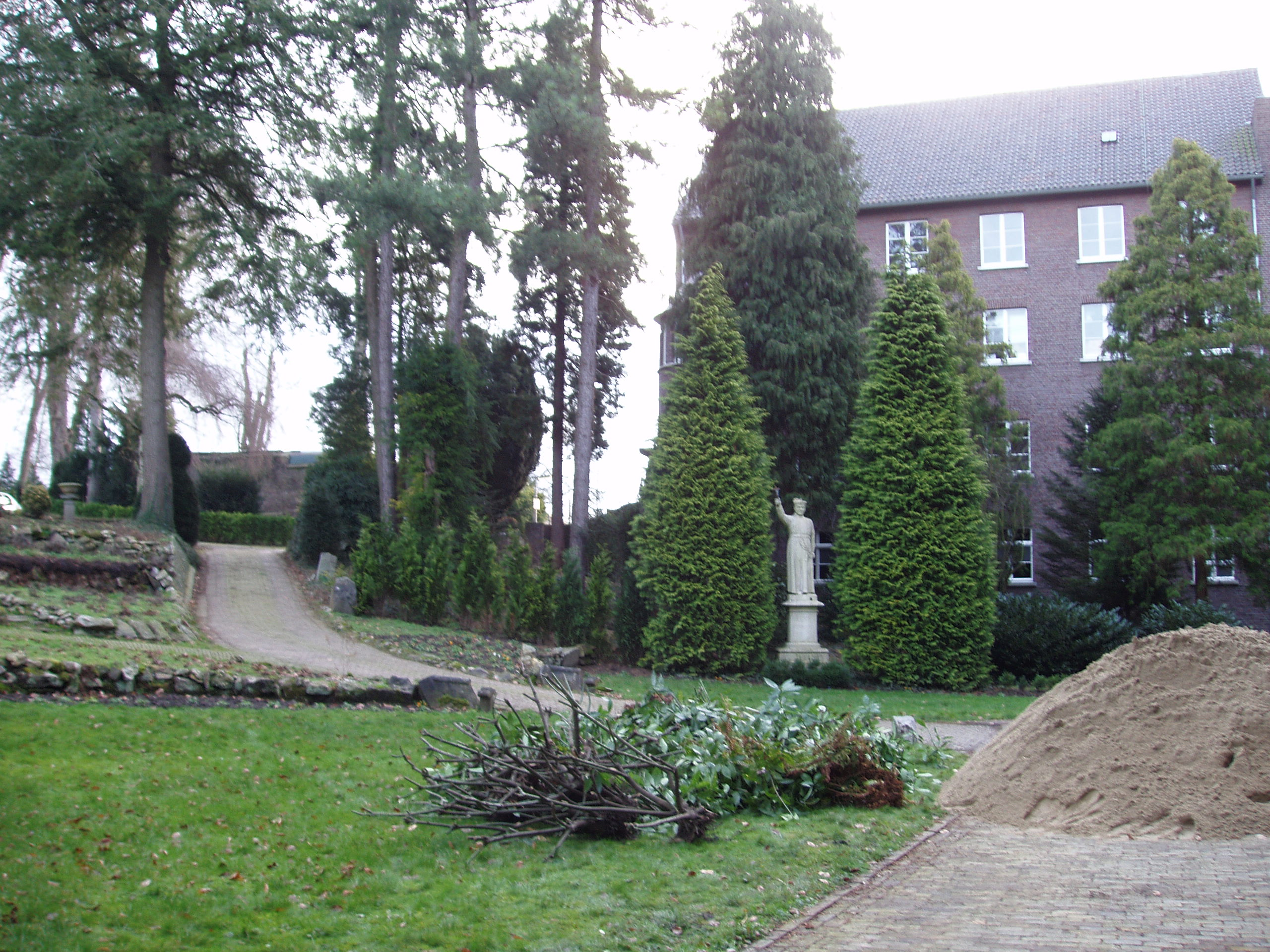
Links achter het beeld de plek van de watermolen
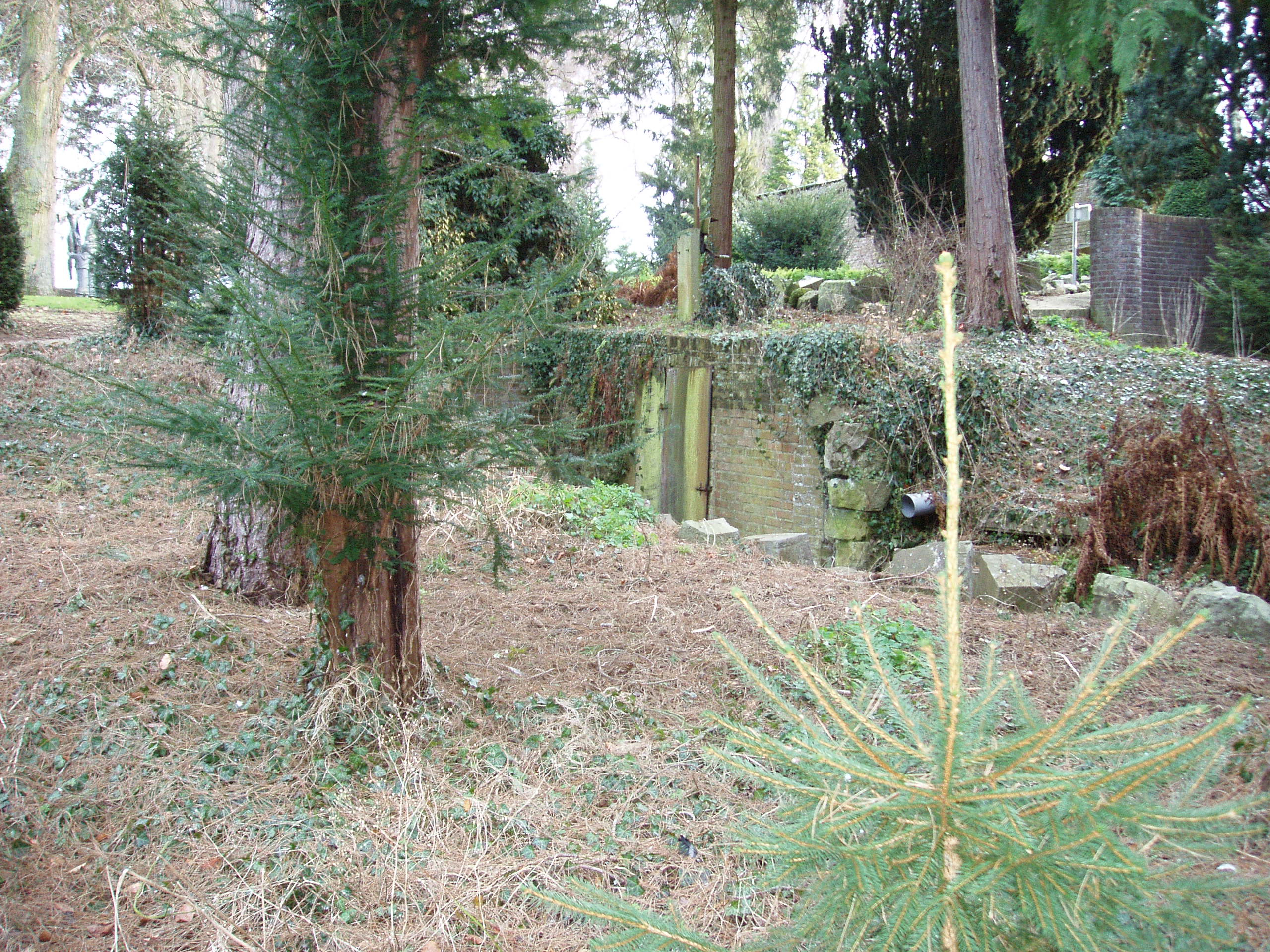
Achter het beeld
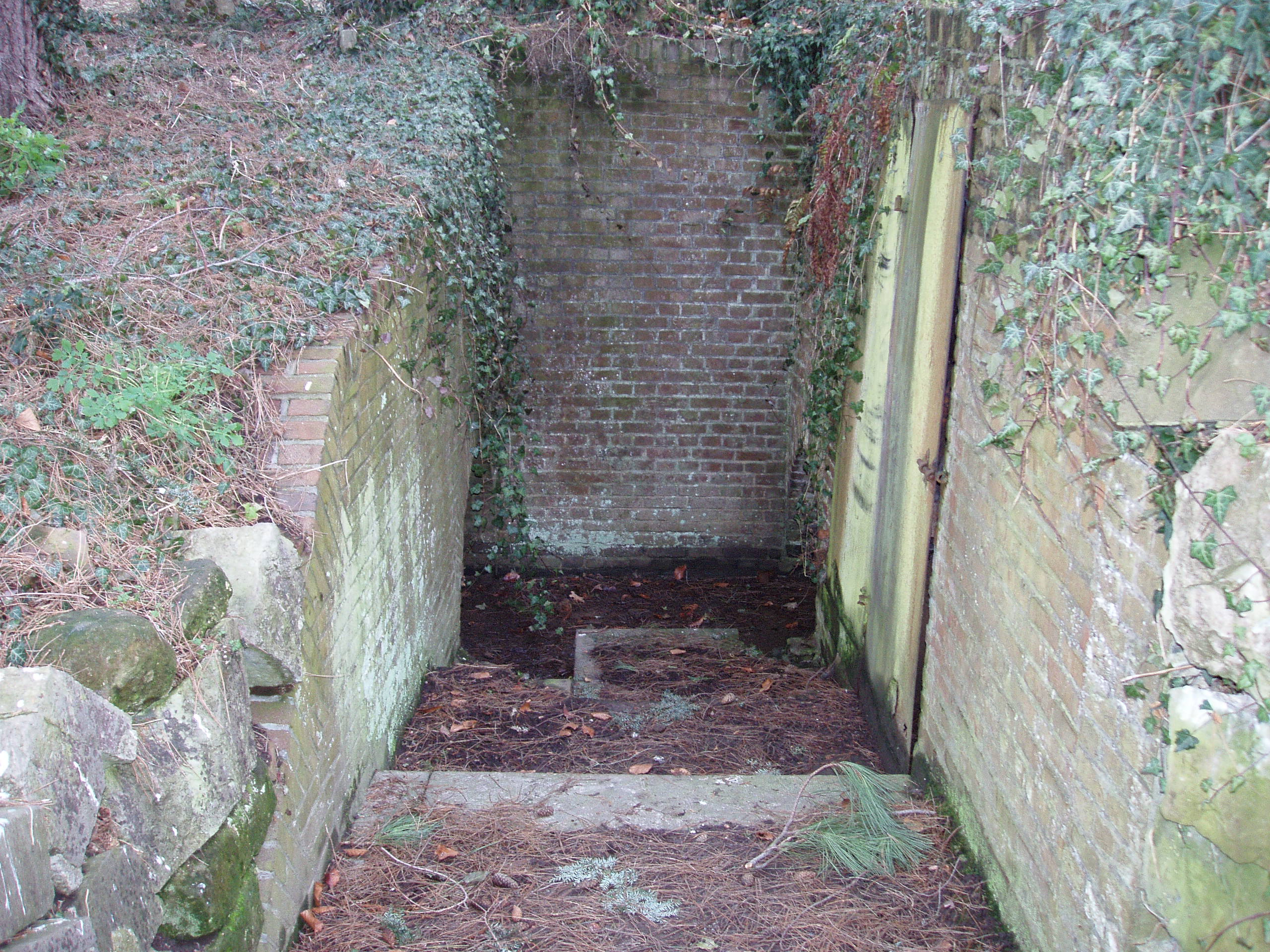
Deur en waterafvoer
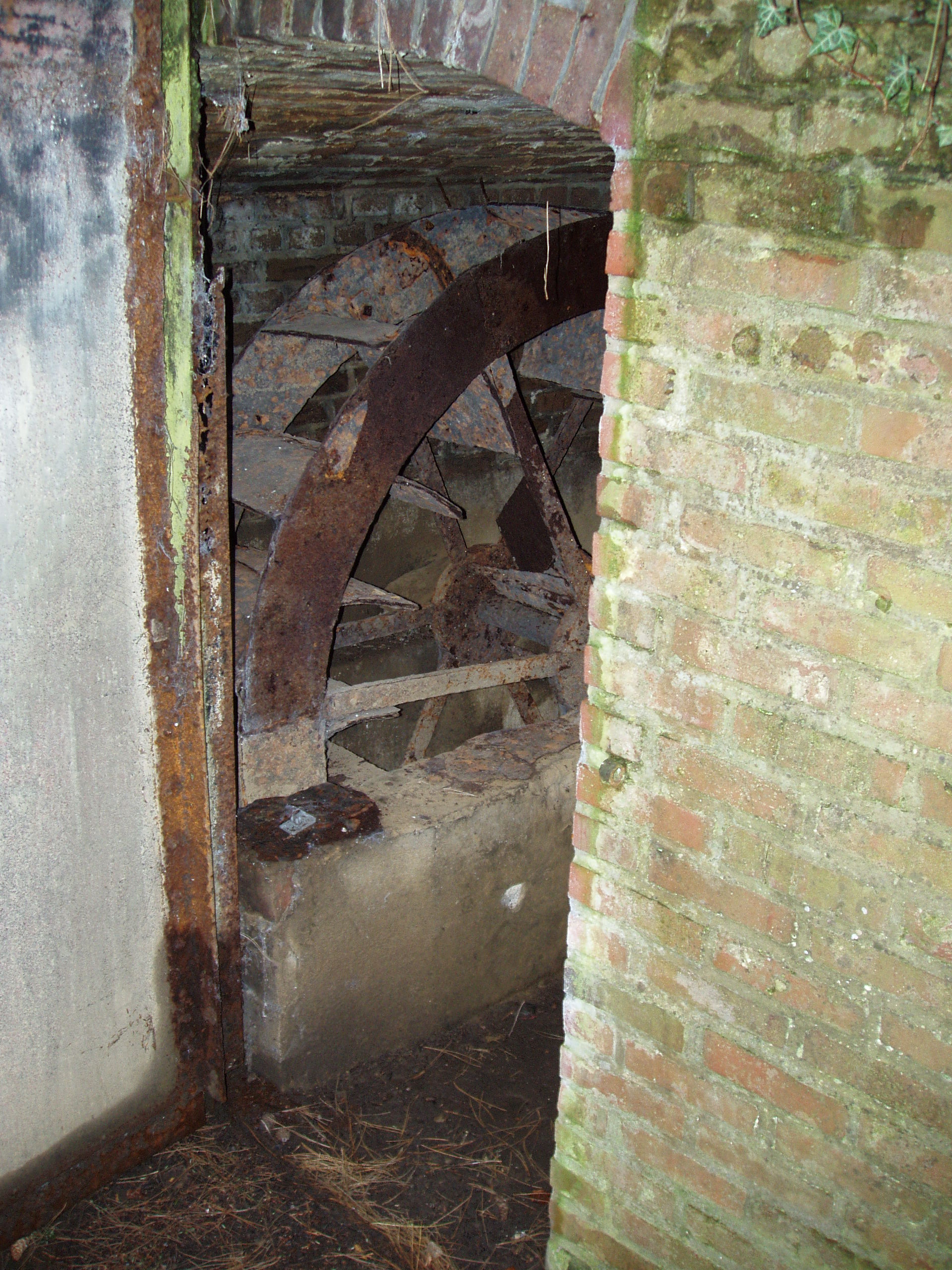
Dichterbij
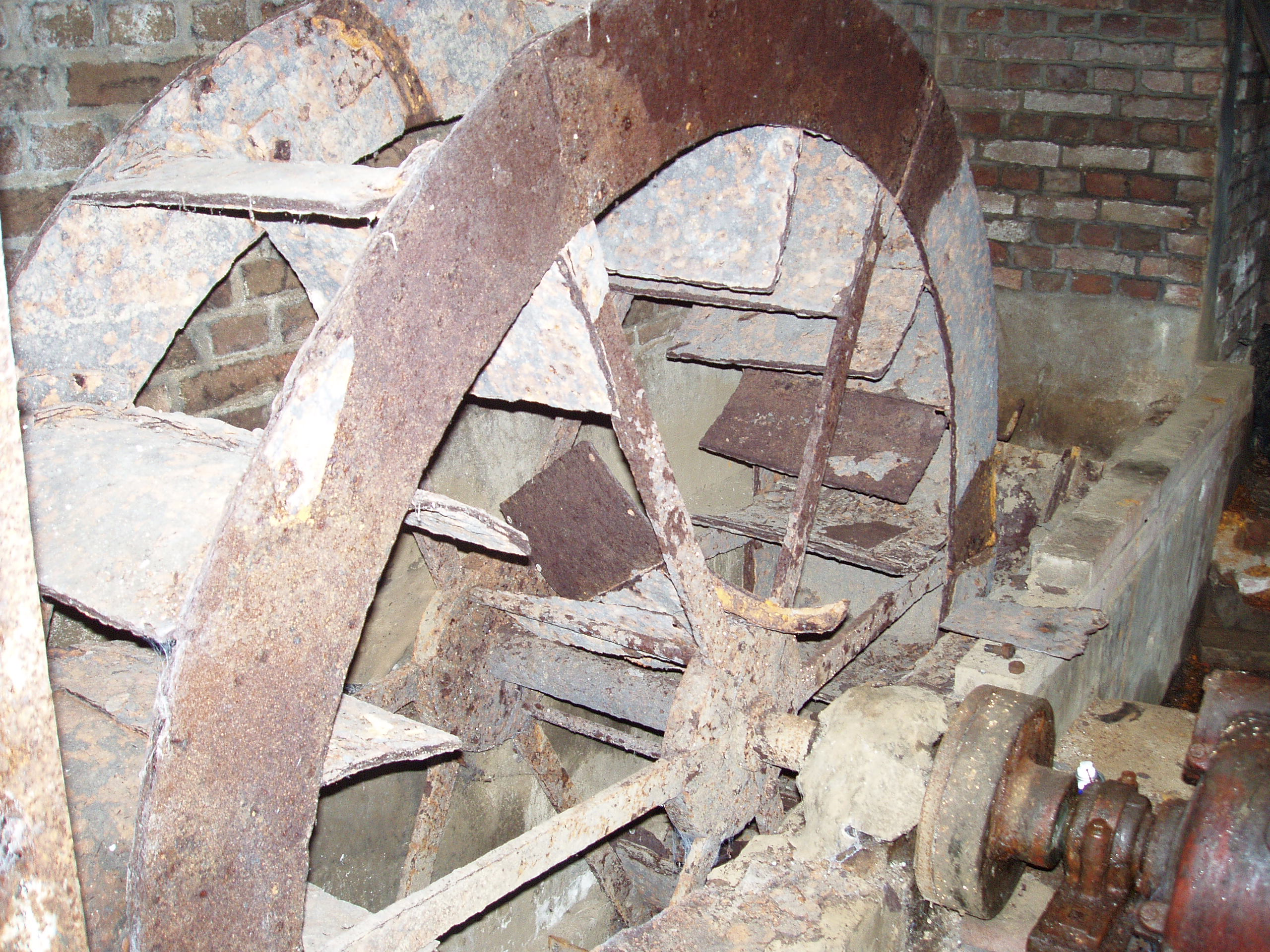
Binnen
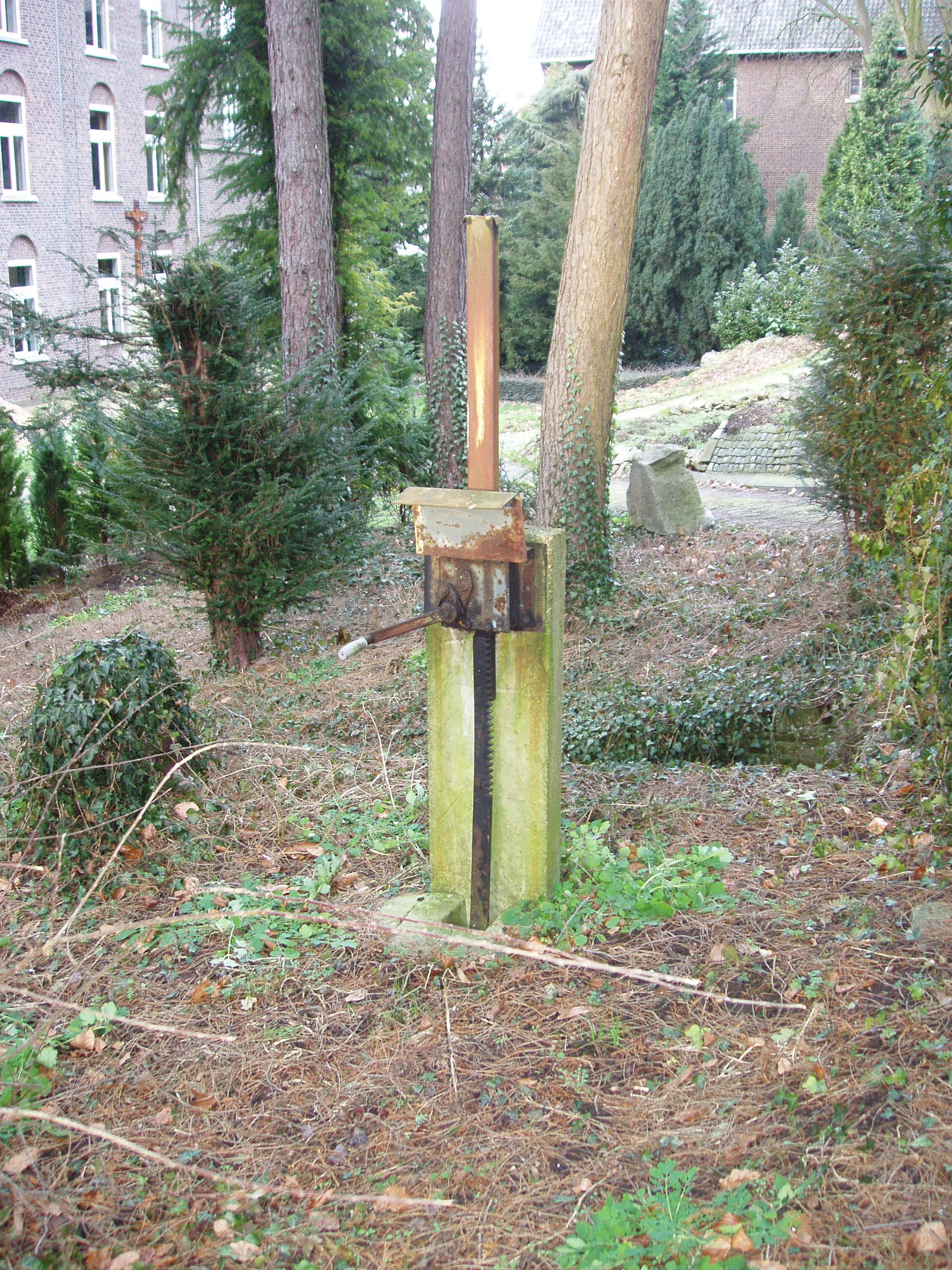
Mechaniek